# Allocricetulus
Allocricetulus Argyropulo, 1932 è un genere di roditori appartenenti alla famiglia Cricetidae diffusi in Asia.

## Tassonomia
In questo genere sono riconosciute due specie:
- Allocricetulus curtatus G. M. Allen, 1925
- Allocricetulus eversmanni Brandt, 1859